# 85728 Yangfujia
85728 Yangfujia este o planetă minoră (asteroid) din centura de asteroizi. A fost descoperită pe 17 septembrie 1998 la Xinglong Station⁠(d) de Beijing Schmidt CCD Asteroid Program⁠(d). 
Obiectul prezintă o orbită caracterizată de o semiaxă mare de 2,1365852586202 UAi, o excentricitate de 0,15782995681824, o înclinație de 2,3700716417196 ° în raport cu ecliptica.